# Eudactylina breviabdomina
Eudactylina breviabdomina är en kräftdjursart som beskrevs av Arthur Sperry Pearse 1952. Eudactylina breviabdomina ingår i släktet Eudactylina och familjen Eudactylinidae. Inga underarter finns listade i Catalogue of Life.